# 長野県道423号御牧原大日向線
長野県道423号御牧原大日向線（ながのけんどう423ごう みまきはらおおひなたせん）は、長野県東御市を通る一般県道。

## 概要

### 路線データ
- 起点：東御市御牧原（長野県道153号立科小諸線交点）
- 終点：東御市大日向（長野県道40号諏訪白樺湖小諸線交点）

## 交差・接続する道路
- 長野県道153号諏訪白樺湖小諸線 - 東御市御牧原（起点）
- 長野県道40号諏訪白樺湖小諸線 - 東御市大日向（終点）

## 周辺
- 東御市立北御牧小学校（終点の目前）
- 御牧原保育園
- 千曲川左岸広域農道